# En tierra firme
En Tierra Firme es el segundo álbum de estudio de la banda española de folk metal y folk rock castellano Ars Amandi. De este álbum se extrae el tema "Escuchando al Corazón", el cual se convirtió en la canción más popular de la banda.

## Listado de temas
1. Intro. Principio o Fin
2. Escuchando al Corazón
3. No queda sino batirnos
4. El Cazador
5. Ábula
6. Mirada Perdida
7. Imagínate
8. Déjame
9. Tierra Firme
10. Imperio Traidor
11. El Altar
12. Malos Recuerdos

## Intérpretes
- Dani Aller - Voz, dulzaína, pito castellano
- Paco Moreno - Guitarra
- Alberto del Río - Bajo
- El Pelusa - Batería

### Colaboraciones
- Walter Giardino (Rata Blanca): Solo de guitarra en "Tierra Firme".
- Mohamed (Mägo de Oz): Violín en "No queda sino batirnos".
- Fernando Ponce (Mägo de Oz): Flauta traversa en "No queda sino batirnos".
- Sergio Cisneros (Mägo de Oz): Acordeón en "No queda sino batirnos".